# Burundská vlajka

Burundská vlajka
Poměr stran: 3:5

Vlajka Burundi je tvořena listem o poměru stran 3:5, který je úhlopříčným křížem rozdělen na čtyři pole (trojúhelníky) – žerďový a vlající zelené, horní a dolní červené. Uprostřed je bílé, kruhové pole se třemi červenými, zeleně lemovanými, šesticípými hvězdami (1+2).
Červená barva připomíná oběti v boji za svobodu, zelená symbolizuje pokrok a naději, bílá mír. Hvězdy symbolizují národní motto: „Jednota, práce a pokrok” a tři hlavní etnické skupiny země: Hutuy, Tutsie a Pygmeje.

Rozměry burundské vlajky

## Vlajka národní jednoty
Od 90. let je užívána tzv. vlajka národní jednoty, která je uznávána jako druhá národní vlajka a vyvěšuje se společně se státní / národní vlajkou. Tato vlajka je schválena všemi etniky a permanentně vlaje např. na vrcholu Památníku národní jednoty v Bujumbuře (do roku 2018 hlavním městě Burundi), v doprovodu dvou státních vlajek na stožárech po stranách památníku.
Vlajka je tvořena světle modrým listem o poměru stran 2:3, s uprostřed umístěným žlutým, bíle lemovaným, kruhovým polem. V poli je světle modrá silueta mapy Burundi s tmavě modrou siluetou přilehlého jezera Tanganika (i s plochou náležící sousední Konžské demokratické republice, části jezera náležící Tanzanii a Zambii již zobrazeny nejsou). Na mapu je položena černo-bílá kresba Památníku národní jednoty, symbolicky přivázaná k mapě zeleným a červeným provazem. (není obrázek)

## Historie
Již v 16. století vznikaly na území dnešního Burundi domorodé státy, z nichž nejvýznamnější založili Tutsiové. Od 19. století přicházeli do země britští cestovatelé (Burton, Speke, Stanley nebo Livingstone) a misionáři. Na základě Zákona o Kongu (přijatého na jednání v Berlíně na přelomu let 1884 a 1885), bylo území přiděleno sféře vlivu Německého císařství a postupně ji získávala Společnost pro německou kolonizaci, která se v roce 1887 změnila na Německou Východoafrickou společnost. V roce 1899 se území stalo součástí vojenské oblasti Ruanda-Urundi v rámci Německé východní Afriky, první oficiální vlajky tak byly vlajky německé.
Kolem roku 1912 začalo Německo uvažovat o rozlišení vlajek svých kolonií podle britského vzoru (německé kolonie byly považovány za nedílnou součást říše). Vlajky byly navrženy, v roce 1914 i schváleny, ale po vypuknutí 1. světové války nebyly nikdy zavedeny. Vlajkou Německé východní Afriky měla být německá, černo-bílo-červená vodorovná trikolóra s červeným štítem s bílou lví hlavou. (existuje několik variant vlajky)
Během 1. světové byla (v roce 1916) Ruanda-Urundi obsazena belgickým vojskem ze sousedního Belgického Konga a 20. července 1922 byla Společností národů svěřena Belgii jako mandátní území. Začaly se tak vyvěšovat belgické vlajky.
1. března 1926 vytvořila Ruanda-Urundi administrativní unii s Belgickým Kongem. Vlajkou unie byla vlajka Belgického Konga – modrý list se žlutou, pěticípou hvězdou uprostřed.
Po 2. světové válce (13. prosince 1946) byl statut území změněn na poručenské území OSN ve správě Belgie. Vyvěšovaly se pouze belgické vlajky.

Vlajka Německé Východoafrické společnosti Poměr stran: 2:3
Vlajka Německého císařství v Burundi (1899–1916) Poměr stran: 2:3
Návrh vlajky Německé východní Afriky (1914) Poměr stran: 2:3
Belgická vlajka v Ruanda-Urundi (1916/1922–1962) Poměr stran: 2:3
Vlajka Belgického Konga v Ruanda-Urundi (1926–1946) Poměr stran: 2:3

Od 50. let se začalo v zemi šířit národně-osvobozenecké hnutí. V listopadu 1960 se konaly volby do místní samosprávy, na jaře 1961 byla ustanovena prozatímní autonomní vláda. 29. září 1961 se konaly parlamentní volby, 23. listopadu byla vyhlášena ústava Burundského království. 6. června 1962 zrušila OSN belgické poručenství. 1. července byly na území Ruanda-Urundi vyhlášeny dva státy – Burundi a Rwanda. Již několik dní před tím byla představena v Usumbuře (dnes Bujumbuře, do roku 2018 hlavním městě Burundi) představena vlajka nového státu. Vlajka byla tvořena listem o poměru stran 2:3, který byl bílým, úhlopříčným křížem rozdělen na čtyři pole (trojúhelníky) – žerďový a vlající byly zelené, horní a dolní červené. Uprostřed bylo bílé, kruhové pole s vyobrazeným obřadním bubnem (zvaný karyenda) a zeleným stvolem sorga s červeným plodem. Červená barva připomínala oběti v boji za svobodu, zelená symbolizovala pokrok a naději, bílá mír. Buben byl symbolem královské moci a obilnina symbolizovala prosperitu. (není obrázek) Kříž zřejmě neměl křesťanskou symboliku, ale dle amerického vexilologa Whitneyho Smithe byl inspirován vlajkou belgické letecké společnosti Sabena.
Při představování vlajky si král Mwambutsa IV. (z etnika Tutsiú) údajně všiml, že buben je více podobný bubnu etnika Hutuů a nařídil změnu vzhledu. Při vztyčení vlajky v den vyhlášení nezávislosti už byl v kruhovém poli nižší buben Tutsiů a zelený stvol sorga.
28. listopadu 1966 byla vyhlášena Burundská republika. Dle některých zdrojů byla 27.–28. listopadu užívána vlajka, z které byly odstraněny všechny symboly z kruhového pole.
Po 29. listopadu 1966 byla, v souvislosti se změnou formy vlády z království na republiku, zavedena provizorní vlajka se zeleným stvolem a červeným plodem, ale bez bubnu.
28. června 1967 byla přijata nová vlajka podobného designu jako předchozí, se třemi hvězdami v kruhovém poli, o poměru stran 2:3. Vlajky se, až na poměr stran, užívá dodnes.

Burundská vlajka (1962–1966) Poměr stran: 2:3
Burundská vlajka (1966), pouze na dva dny Poměr stran: 2:3
Burundská vlajka (1966–1967) Poměr stran: 2:3
Burundská vlajka (1967–1982) Poměr stran: 2:3

27. září 1982 byl poměr stran vlajky upraven na 3:5.